# Кирилов Микола Кузьмич
Мико́ла Кузьми́ч Кири́лов (30 листопада 1897 , Саратов  — 25 серпня 1950 , Москва ) — радянський воєначальник, генерал-майор (1940), депутат Верховної Ради УРСР першого скликання (з 1938).

## Біографія
Народився 30 листопада 1897 року в Саратові в родині бідного шевця Кузьми Кирилова. Закінчив початкову школу, був учнем у кустарній майстерні. Потім закінчив ремісничу школу в Саратові.

## Військова служба

### Перша світова та Громадянська війни
У травні 1916 року був призваний до лав Російської імператорської армії і направлений рядовим у 90-й запасний піхотний полк, що дислокувався у Саратові. У грудні того ж року був направлений на навчання в Оренбурзьку школу прапорщиків, після закінчення якої в липні 1917 року був направлений у 305-й піхотний полк, у чині прапорщика якого брав участь у бойових діях на Західному фронті як командир взводу, вибірний командир роти та батальйону.
У лютому 1918 року був демобілізований з рядів армії, після чого навчався в будівельному технікумі в Саратові, потім працював на заводі. У лютому 1920 року був призваний до лав РСЧА, після чого виконував обов'язки для доручень Управління санітарних частин Кавказького фронту.

### Міжвоєнний час
У червні 1921 року був призначений на посаду командира роти всеобуча Саратівського губернського виконкому, у травні 1922 року — на посаду командира взводу 4-го стрілецького полку 2-ї бригади, що дислокувалася в Саратові.
З червня 1922 року служив у 33-й стрілецькій дивізії на посадах помічника командира та командира роти 94-го стрілецького полку, начальника дивізійної школи, начальника штабу та командира 97-го стрілецького полку. У грудні 1928 року був направлений на навчання на Стрілецько-тактичні курси «Постріл», які закінчив у серпні 1929 року.
Член ВКП(б) з 1931 року.
У 1932 році заочно закінчив два курси Військової академії імені М. В. Фрунзе.
У серпні 1932 року був направлений на навчання до Військово-повітряної академії імені М. Є. Жуковського, проте у вересні того ж року був відізваний та призначений на посаду інспектора 15-ї авіабригади.
У березні 1933 року був призначений на посаду командира 50-го стрілецького полку, у січні 1937 року — на посаду начальника штабу, потім командира 19-ї стрілецької дивізії, у лютому 1938 року — на посаду командира 13-го стрілецького корпусу Київського військового округу. 
1938 року був обраний депутатом Верховної Ради УРСР першого скликання по Білоцерківській виборчій окрузі № 83 Київської області.

### Німецько-радянська війна
На початку війни корпус під командуванням Кирилова брав участь у прикордонній битві західніше Станіслава. На початку серпня через обхід німецькими військами, корпус, який входив до складу 12-ї армії, потрапив в Уманський котел. 7 серпня під час виходу з оточення генерал-майор Микола Кирилов разом з командиром 12-ї армії Павлом Понеделіним потрапив у полон.
Наказом Ставки Верховного Головнокомандування № 270 від 16 серпня 1941 року Кирилов та Понеделін були оголошені дезертирами, що порушили присягу та зрадили своїй Батьківщині, а рішенням Військової колегії Верховного суду СРСР від 13 жовтня 1941 року вони були заочно засуджені до розстрілу.
У полоні Кирилов утримувався в концентраційних таборах Вольфхайде та Дахау. У 1945 році визволений союзними військами та переданий представникам радянської військової адміністрації в Німеччині, після чого переправлений до Москви, де й був заарештований 30 грудня 1945 року та знаходився під слідством. 25 серпня 1950 року був засуджений Воєнною колегією Верховного суду СРСР за ст. 58, п. 1 УК РСФРР («зрада Батьківщині військовослужбовцями») та засуджений до вищої міри покарання. Того ж дня розстріляний, похований на Донському кладовищі. 
За рішенням Воєнної колегій Верховного суду СРСР від 29 лютого 1956 року справа відносно Кирилова була призупинена «за відсутністю складу злочину», а сам він відновлений у військовому званні та нагородах.

## Військові звання
- Полковник (22.12.1935)
- Комбриг (13.02.1938)
- Комдив (4.11.1939)
- Генерал-майор (4.06.1940)

## Нагороди
- Орден Червоного Прапора (22.02.1938);
- Медаль «ХХ років РСЧА» (22.02.1938).